# Argos-Mykene

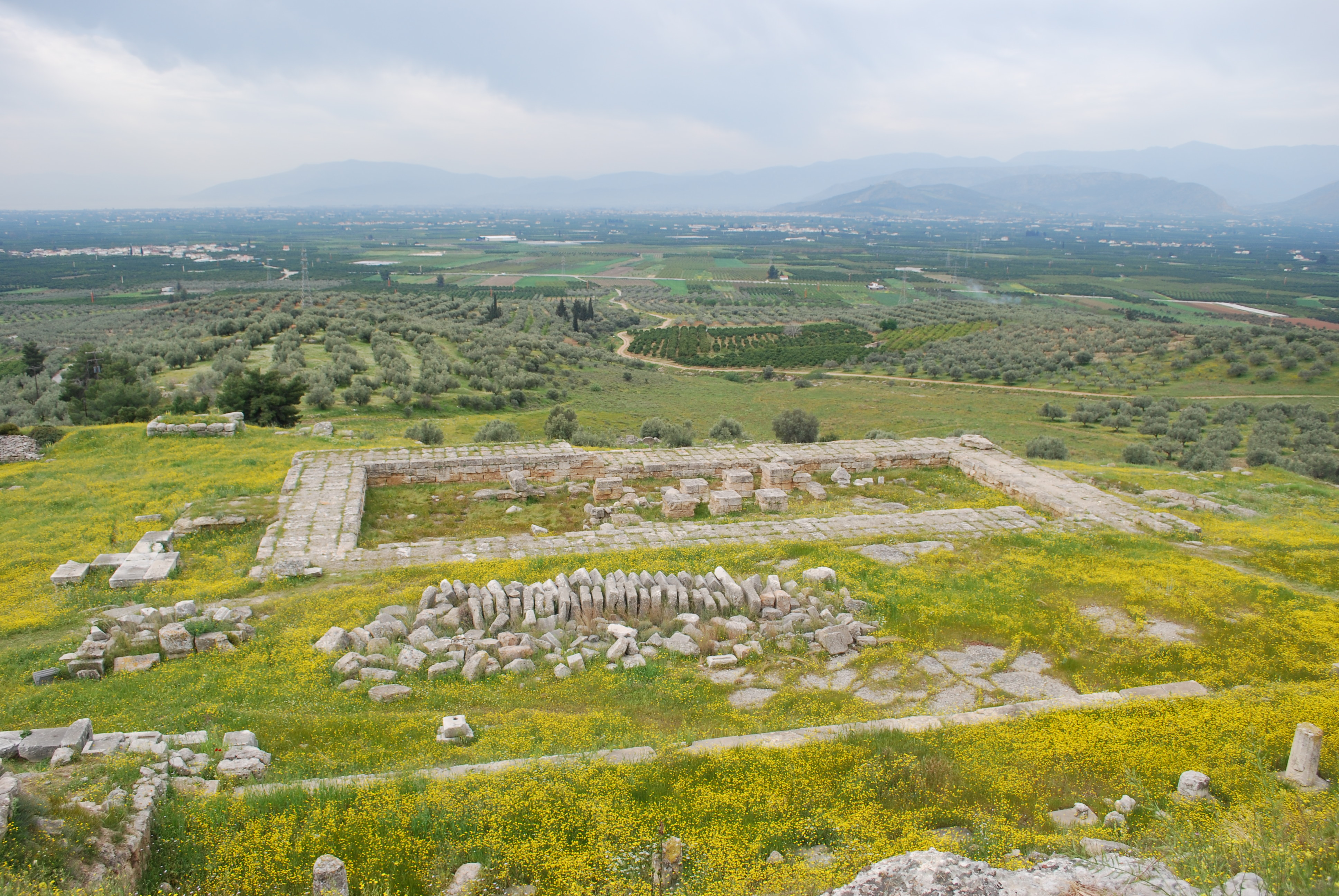
Blick vom Heraion von Argos über die Ebene

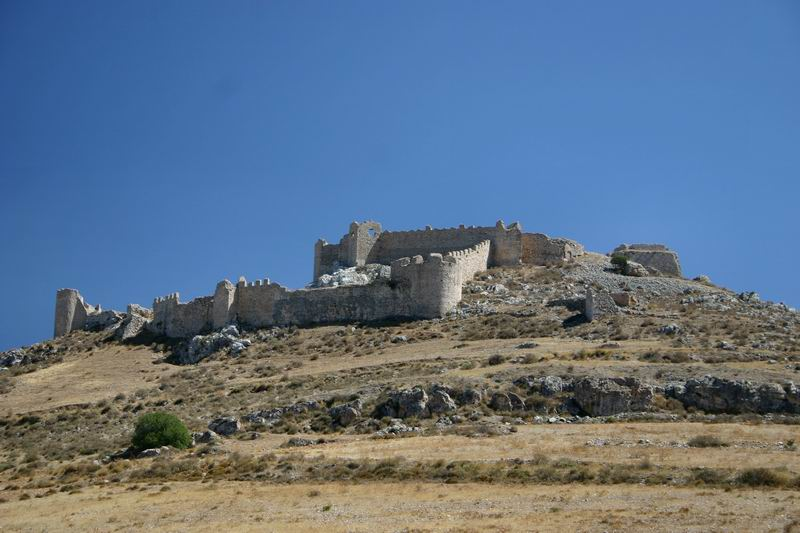
Die Burg Larissa oberhalb von Argos

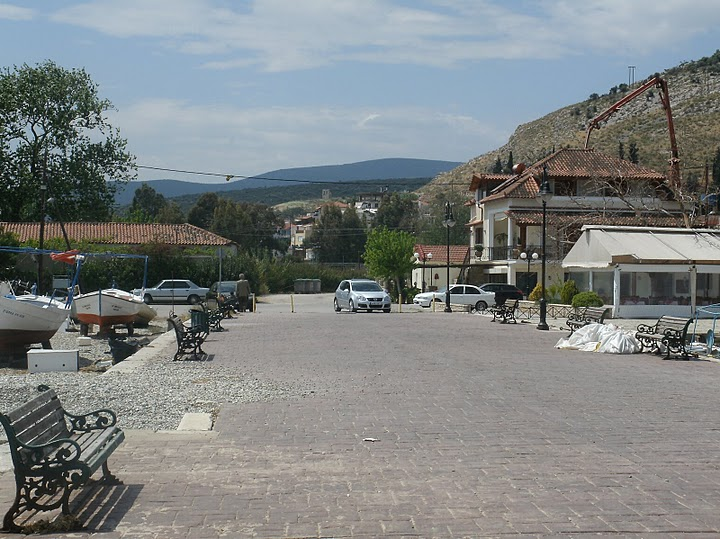
Myli

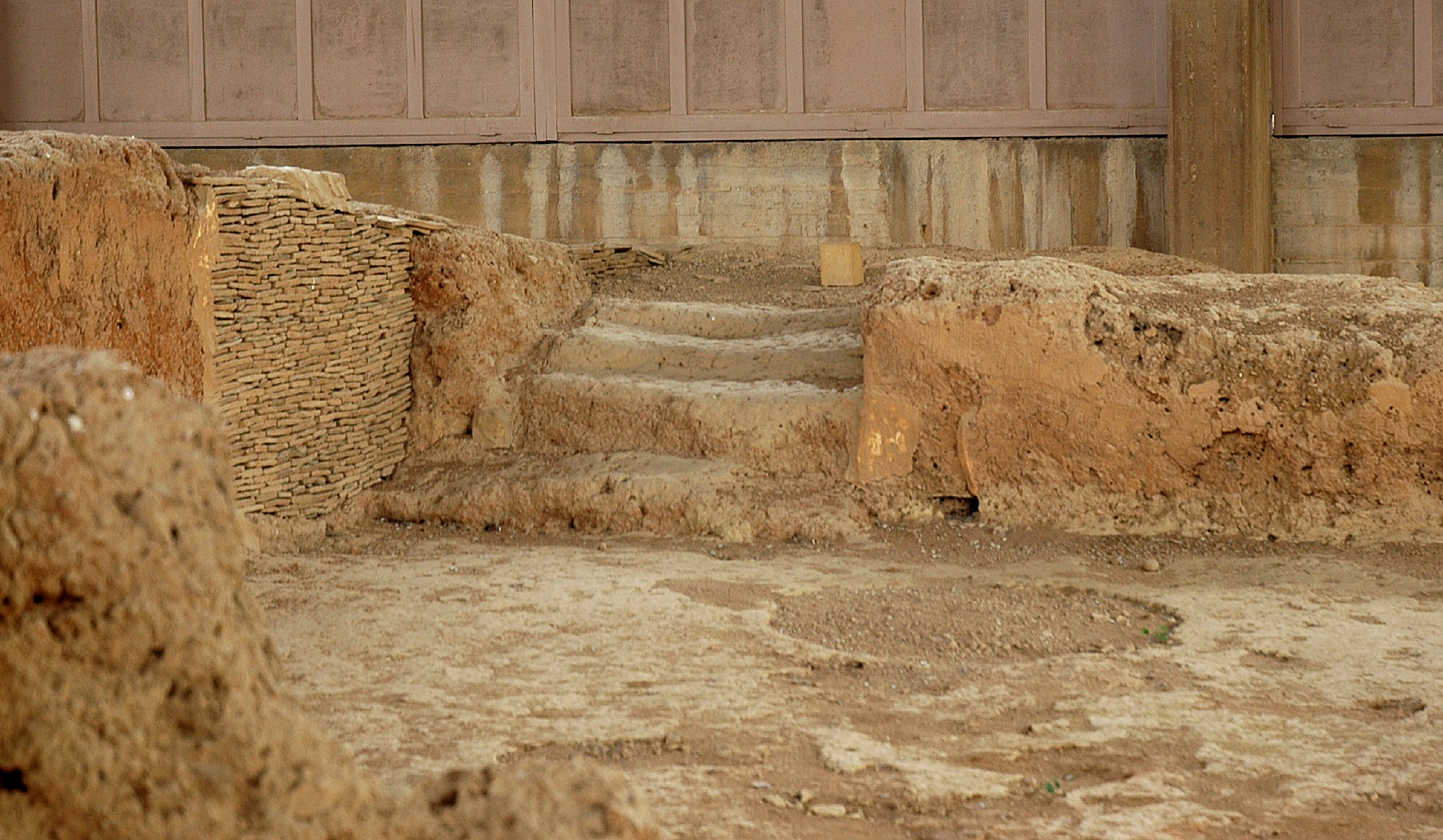
Ausgrabungsstätte in Lerna

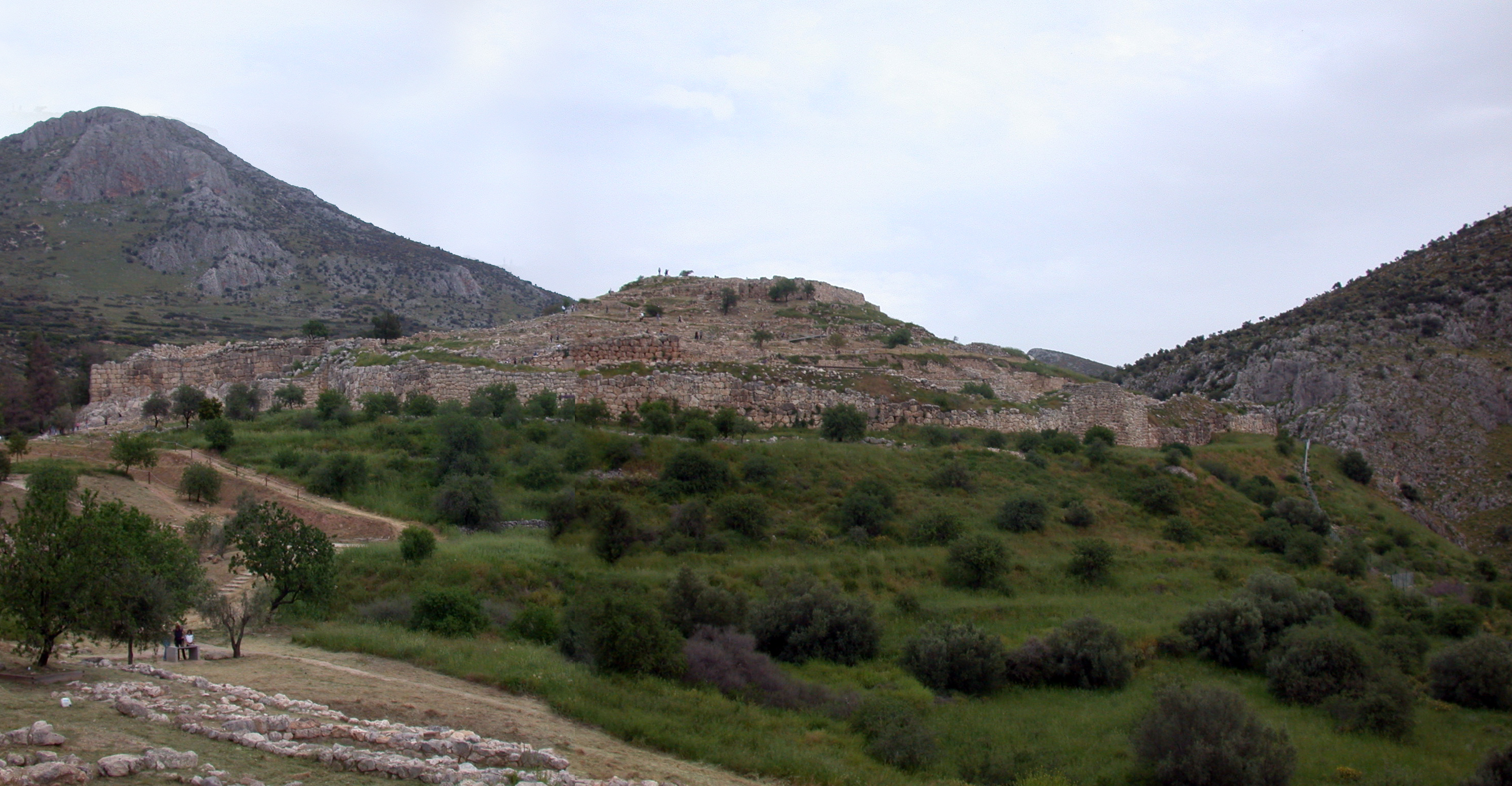
Der Burgberg von Mykene

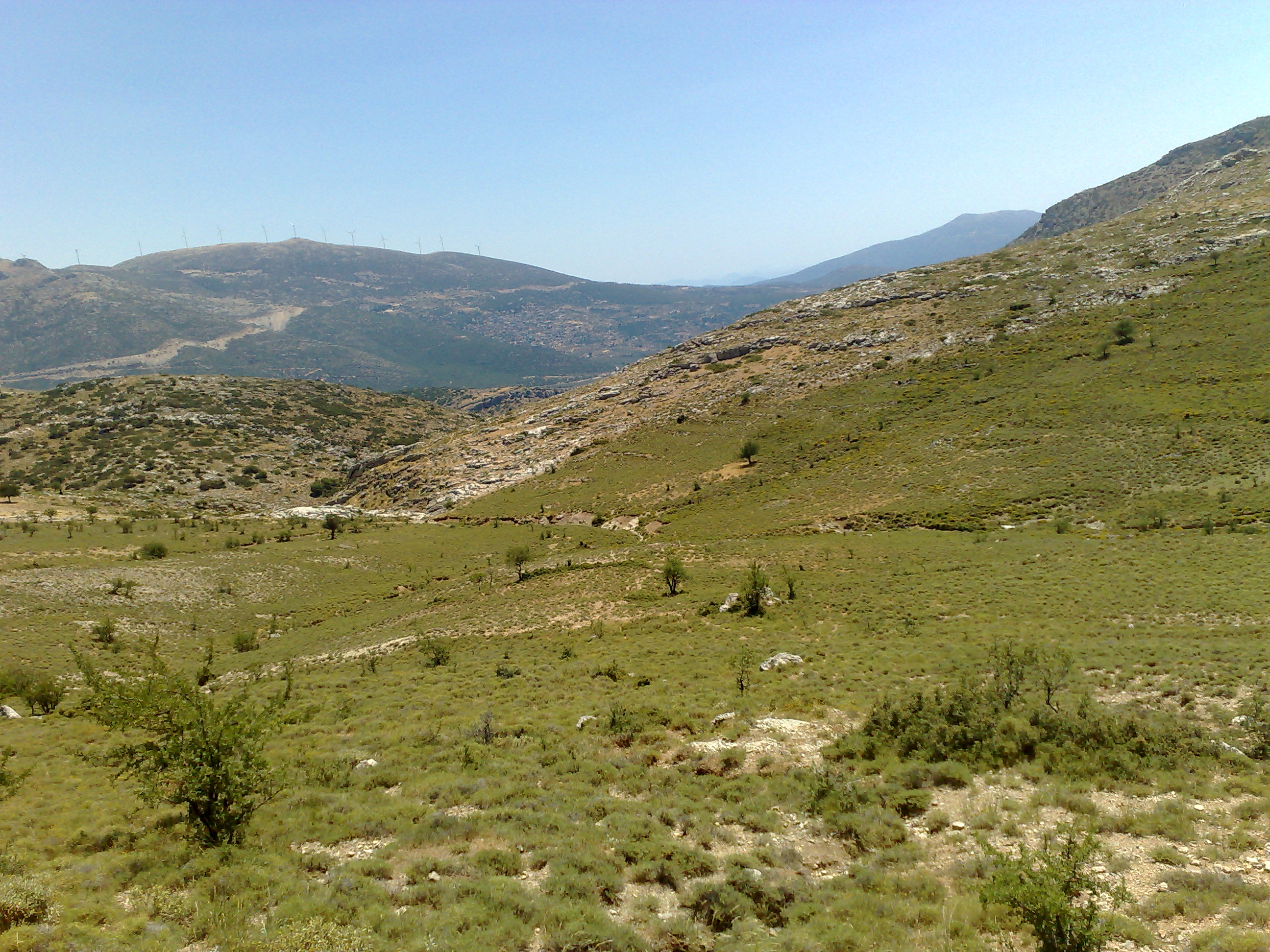
Landschaft bei Achladokambos

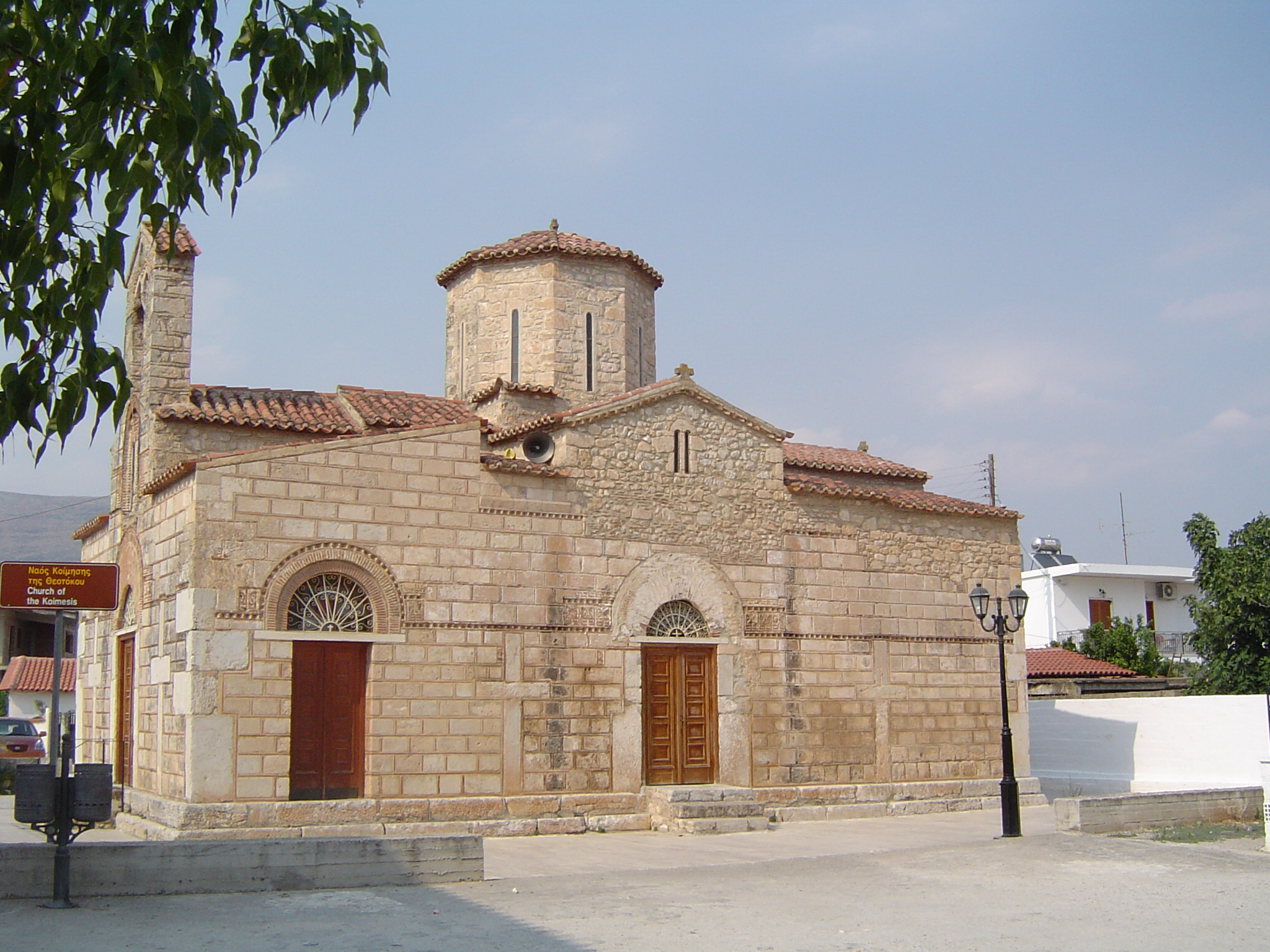
Byzantinische Kirche in Neo Ireo

Die griechische Gemeinde Argos-Mykene (griechisch Άργος-Μυκήνες Árgos-Mykínes [ˈarɣɔs miˈkʲinɛs]) wurde zum 1. Januar 2011 aus dem Zusammenschluss von acht Gemeinden im Westen der Argolis gebildet. Auf ihrem Territorium befinden sich einige der bedeutendsten Ausgrabungsstätten des antiken Griechenland, so Mykene und Lerna. Zentrum und Verwaltungssitz der Gemeinde ist die mutmaßlich älteste dauerhaft besiedelte Stadt Europas, Argos.

## Geografie
Argos-Mykene umfasst den größten Teil der Ebene des Flusses Inachos, der vollständig im Gebiet der Gemeinde fließt und im Süden in den Argolischen Golf mündet, an dessen nordwestlichen Ausläufer die Gemeinde grenzt. Nach Westen steigt das Gebiet zunächst hügelig, dann gebirgig an und findet mit dem Kamm einer Bergkette seine Grenze zur Gemeinde Tripoli in Arkadien. Die Namen der Gipfel sind (von Nord nach Süd) Oligyrtos (1935 m), Lyrkio (1746 m), Artemisio (1771 m), Ktenias (1958 m) und Parthenio (1215 m). Der Farmakas (1616 m) im Nordosten der Gemeinde bildet die Wasserscheide zwischen dem Einzugsgebiet des Inachos und dem System des Stymfalia-Sees in der Gemeinde Sikyona. Weniger markante und niedrigere Berge grenzen das Gemeindegebiet außerdem nach Norden zu den Gemeinden Nemea und Korinth ab, die westliche Nachbarstadt in der Ebene ist Nafplio. Südlich grenzt die arkadische Gemeinde Voria Kynouria an Argos-Mykene.

## Geschichte
Das Gemeindegebiet gehört zu den Zentren der Mykenischen Kultur des zweiten vorchristlichen Jahrtausends. Siedlungsspuren des Neolithikums aus dem dritten Jahrtausend v. Chr. finden sich in der Ausgrabungsstätte Lerna. Aus archaischer und klassischer Zeit des antiken Griechenland haben sich die Reste des Heraions von Argos und die antiken Relikte der Stadt Argos erhalten.
Schon kurz nach der Gründung des modernen Griechenland wurde 1833 die Provinz Argos (gr. Επαρχία Άργους, Eparchia Argous), damals in der Präfektur Argolis-Korinthia gebildet, die dem heutigen Gemeindegebiet entsprach. 1997 gruppierte man die zahlreichen Gemeinden des Gebiets in acht größere Gemeinden der inzwischen eigenständigen Präfektur Argolis zusammen und schaffte die Provinzen als Gebietskörperschaft ab. Mit der Verwaltungsreform 2010 wurden ihrerseits die Präfekturen abgeschafft und die Gemeinde Argos-Mykene auf dem Gebiet gebildet. Die acht Vorgängergemeinden existieren als Gemeindebezirke (Ez. gr. dimotiki enotita) weiter, die Gemeinden der Zeit vor 1997 bilden Stadtbezirke (Ez. gr. dimotiki kinotita, für Orte über 2000 Einwohner) oder Ortsgemeinschaften (Ez. topiki kinotita), die eigene Ortsvertretungen wählen.

## Politik
Argos-Mykene wird durch einen 31-köpfigen Gemeinderat regiert. Bürgermeister ist seit den Wahlen im November 2010 Dimitrios Panagiotis Kambosos (Nea Dimokratia), dessen Liste über 25 Sitze im Gemeinderat verfügt. Ein Bündnis aus PASOK, Ökologen/Grünen und Demokratischer Linken erreichte 13 Sitze, 2 Sitze besetzt ein freies Wahlbündnis, und einen Sitz errang der Vertreter der KKE.

### Gemeindegliederung
Die Einwohnerzahlen stammen aus dem Ergebnis der Volkszählung 2011.
- Gemeindebezirk Achladokambos – Δημοτική Ενότητα Αχλαδοκάμπου – 497
  - Ortsgemeinschaft Achladokambos – Τοπική Κοινότητα Αχλαδοκάμπου – (Αχλα)
- Gemeindebezirk Alea – Δημοτική Ενότητα Αλέας – 660
  - Ortsgemeinschaft Agios Nikolaos – Τοπική Κοινότητα Αγίου Νικολάου – 140
    - Agios Nikolaos – Άγιος Νικόλαος – 7
    - Exochi – Εξοχή – 30
    - Platani – Πλατάνι – 103

  - Ortsgemeinschaft Alea – Τοπική Κοινότητα Αλέας (Αλέα) – 103
  - Ortsgemeinschaft Frousiouna – Τοπική Κοινότητα Φρουσιούνας (Φρουσιούνα) – 70
  - Ortsgemeinschaft Skotini – Τοπική Κοινότητα Σκοτεινής (Σκοτεινή) – 347
- Gemeindebezirk Argos – Δημοτική Ενότητα Άργους – 27.050
  - Stadtbezirk Argos – Δημοτική Κοινότητα Άργους – 22.602
    - Akova – Άκοβα – 167
    - Argos – Άργος – 22.209
    - Kokla – Κόκλα – 153
    - Timeni – Τημένι – 73

  - Ortsgemeinschaft Dalamanara – Τοπική Κοινότητα Δαλαμανάρας (Δαλαμανάρα) – 877
  - Ortsgemeinschaft Elliniko – Τοπική Κοινότητα Ελληνικού (Κρυονερίου) – 410
    - Elliniko – Ελληνικό – 378
    - Krya Vrysi – Κρύα Βρύση – 12
    - Kryoneri – Κρυονέρι – unbewohnt
    - Tourniki – Τουρνίκι – 3
    - Zonga – Ζόγκα – 17

  - Ortsgemeinschaft Ira – Τοπική Κοινότητα Ήρας (Ήρα) – 369
  - Ortsgemeinschaft Inachos – Τοπική Κοινότητα Ινάχου – 738
    - Inachos – Ίναχος – 622
    - Tristrato – Τρίστρατο – 116

  - Ortsgemeinschaft Kefalari – Τοπική Κοινότητα Κεφαλαρίου – 800
    - Kefalari – Κεφαλάρι – 677
    - Magoula – Μαγούλα – 123

  - Ortsgemeinschaft Kourtaki – Τοπική Κοινότητα Κουρτακίου (Κουρτάκι) – 296
  - Ortsgemeinschaft Laloukas – Τοπική Κοινότητα Λάλουκα (Λάλουκας) – 540
  - Ortsgemeinschaft Pyrgella – Τοπική Κοινότητα Πυργέλλας (Πυργέλλα) – 418
- Gemeindebezirk Koutsopodi – Δημοτική Ενότητα Κουτσοποδίου – 3.272
  - Stadtbezirk Koutsopodi – Δημοτική Κοινότητα Κουτσοποδίου – 2.177
    - Agia Ekaterini – Αγία Αικατερίνη – 49
    - Flugplatz – Αεροδρόμιο – 111
    - Koutsopodi – Κουτσοπόδι – 1.857
    - Panorama – Πανόραμα – 137
    - Synoro – Σύνορο – 23

  - Ortsgemeinschaft Vrousti – Τοπική Κοινότητα Βρουστίου – 292
    - Statheika – Σταθαίικα – 240
    - Vrousti – Βρούστι – 19
    - Chandakia – Χαντάκια – 33

  - Ortsgemeinschaft Maladreni – Τοπική Κοινότητα Μαλαντρενίου (το Μαλαντρένι) – 498
  - Ortsgemeinschaft Schinochori – Τοπική Κοινότητα Σχινοχωρίου – 305
    - Chelmis – Χέλμης – unbewohnt
    - Schinochori – Σχινοχώρι – 305
- Gemeindebezirk Lerna – Δημοτική Ενότητα Λέρνας – 2.319
  - Ortsgemeinschaft Andritsa – Τοπική Κοινότητα Ανδρίτσης (Ανδρίτσα) – 33
  - Ortsgemeinschaft Kiveri – Τοπική Κοινότητα Κιβερίου – 1.029
    - Kiveri – Κιβέρι – 911
    - Spiliotakis – Σπηλιωτάκης – 39
    - Velanidia – Βελανιδιά – 79

  - Ortsgemeinschaft Myli – Τοπική Κοινότητα Μύλων – 741
    - Kalamaki – Καλαμάκι – 100
    - Kougeika – Κουγαίικα – 31
    - Myli – Μύλοι – 610

  - Ortsgemeinschaft Skafidaki – Τοπική Κοινότητα Σκαφιδακίου – 516
    - Almyros – Αλμυρός – 11
    - Dichalia – Διχάλια – 67
    - Skafidaki – Σκαφιδάκι – 438
- Gemeindebezirk Lyrkia – Δημοτική Ενότητα Λυρκείας – 2.058
  - Ortsgemeinschaft Frengena – Τοπική Κοινότητα Φρεγκαίνης – 128
    - Agios Stefanos – Άγιος Στέφανος – 12
    - Merkouri – Μερκούρι – 58
    - Frengena – Φραίγκενα – 58

  - Ortsgemeinschaft Gymno – Τοπική Κοινότητα Γυμνού – 319
    - Gymno – Γυμνό – 306
    - Tsiristra – Τσιρίστρα – 13

  - Ortsgemeinschaft Kaparelli – Τοπική Κοινότητα Καπαρελλίου (Καπαρέλλι) – 299
  - Ortsgemeinschaft Karya – Τοπική Κοινότητα Καρυάς – 676
    - Agios Georgios – Άγιος Γεώργιος – 14
    - Agrilitsa – Αγριλίτσα – 149
    - Aria – Αρία – 13
    - Bozioneleika – Μποζιονελαίικα – 39
    - Chouni – Χούνη – 124
    - Galaneika – Γαλαναίικα – 25
    - Galati – Γαλάτι – 43
    - Karya – Καρυά – 165
    - Spaneika – Σπαναίικα – 85
    - Stravi Rachi – Στραβή Ράχη – 19

  - Ortsgemeinschaft Kefalovryso – Τοπική Κοινότητα Κεφαλοβρύσου – 129
    - Kefalovryso – Κεφαλόβρυσο – 53
    - Douka Vrysi – Δούκα Βρύση – 76

  - Ortsgemeinschaft Lyrkia – Τοπική Κοινότητα Λυρκείας (Λύρκεια) – 319
  - Ortsgemeinschaft Neochori – Τοπική Κοινότητα Νεοχωρίου (το Νεοχώρι) – 63
  - Ortsgemeinschaft Sterna – Τοπική Κοινότητα Στέρνας (Στέρνα) – 125
- Gemeindebezirk Mykines – Δημοτική Ενότητα Μυκηναίων – 3.388
  - Ortsgemeinschaft Borsas – Τοπική Κοινότητα Μπόρσα (Μπόρσας) – 186
  - Ortsgemeinschaft Fichti – Τοπική Κοινότητα Φιχτίου (Φίχτι) – 761
  - Ortsgemeinschaft Limnes – Τοπική Κοινότητα Λιμνών (Λίμνες) – 734
  - Ortsgemeinschaft Monastiraki – Τοπική Κοινότητα Μοναστηρακίου (Μοναστηράκι) – 276
  - Ortsgemeinschaft Mykines – Τοπική Κοινότητα Μυκηνών (Μυκήνες) – 354
  - Ortsgemeinschaft Neo Ireo, ehemals Chonikas – Τοπική Κοινότητα Νέου Ηραίου / Χώνικα (Νέο Ηραίο / Χώνικας) – 488
  - Ortsgemeinschaft Prosymna – Τοπική Κοινότητα Προσύμνης (Πρόσυμνα) – 589
- Gemeindebezirk Nea Kios – Δημοτική Ενότητα Νέας Κίου – 2.778
  - Stadtbezirk Nea Kios – Δημοτική Κοινότητα Νέας Κίου (Νέα Κίος) – 2.778

## Verkehr
Durch das nordöstliche Gemeindegebiet verläuft ein Abschnitt der A 7, die das Gemeindegebiet mit Korinth und Attika verbindet. Die alte Nationalstraße 7 erschließt das Gemeindegebiet von Norden, teilt sich bei Mykene in einen Weg, der am östlichen Rand der Inachos-Ebene nach Nafplio führt, und in die Straße nach Argos. Von Argos gelangt man über Nea Kios weiter südlich die Küste entlang nach Arkadien, eine Passstraße zweigt im Süden nach Westen über Myli und Achladokambos nach Tripoli ab.
Der Schiffsverkehr wird über den Hafen des nahe gelegenen Nafplio abgewickelt. Einen Flughafen besitzt die östliche Peloponnes nicht. Der ohnehin wenig bedeutende Eisenbahnverkehr über eine Stichstrecke der Linie Korinth-Tripolis über Argos nach Nafplio wurde 2011 eingestellt.